# Wait and Bleed
A Wait and Bleed a Slipknot egyik dala a debütáló első albumról, a Slipknotról és az album első kislemezeként adták ki 1999. július 28-án. A kislemez a Wait and Bleed dalon kívül továbbá tartalmazza a másik későbbi kislemezes dal, a Spit it Out remixét, valamint az album nyitó (Sic) című dal egyik remix változatát.
Ez volt az első Slipknot dal, amit Grammy-díjra jelöltek. 2001-ben jelölték a legjobb metal teljesítményért kategóriában, de nem nyerte meg. A nyertes a Deftones volt az "Elite" című dalával. Viszont 2000-ben elnyerte a Kerrang! díjakon a legjobb kislemez díjat.

## Videóklip
A dalról két videóklip készült. Az egyiket Thomas Mignone rendezte, ebben a videóklipben a Slipknot tagjait láthatjuk összevágott felvételekben az 1999-es Ozzfest fesztiválon lévő koncertjükön. A másik videóklip a "Claymation verzióként" híresült el. Ez a zenekar mind a kilenc tagját ábrázolja kis, babaszerű lényekként egy laboratóriumban, ahol él egy férfi, aki el akarja kapni őket. Végül a tagok a férfi elesését okozzák és valamilyen rovarok megcsípték a férfit. Ezután a Chris Fehn-t ábrázoló baba leönti a férfit benzinnel mielőtt meglátja, hogy a tagok őt nézik, majd Shawn Crahan meggyújtja a férfit és megöli.

## Dallista
1. Wait and Bleed (Terry date mix) – 2:34
2. Spit It Out (overcaffeinated) – 2:28
3. (SIC) (molt injected mix) – 3:28

## Változatok
- Wait and Bleed a Slipknot albumról.
- Wait and Bleed [Live] a Spit It Out albumról
- Wait and Bleed Live in London
- Wait and Bleed Live a Slipknot 9.0 Live albumról
- Wait & Bleed (Terry Date mix) – Sikoly 3 filmzene -
- Wait & Bleed (radio edit) – Wait & Bleed kislemez -
- Wait & Bleed (callout hook) – Wait & Bleed promo -
- Wait & Bleed (Corey & Anders) – Crowz -
- Wait & Bleed Live a Disasterpieces DVD-ről

## Fordítás
Ez a szócikk részben vagy egészben a Wait and Bleed című angol Wikipédia-szócikk ezen változatának fordításán alapul.  Az eredeti cikk szerkesztőit annak laptörténete sorolja fel. Ez a jelzés csupán a megfogalmazás eredetét és a szerzői jogokat jelzi, nem szolgál a cikkben szereplő információk forrásmegjelöléseként.